# Siparia
Siparia is een plaats in Trinidad en Tobago en is de hoofdplaats van de regio Siparia.
Siparia telt naar schatting 8000 inwoners.

## Sport
In de plaats is de Irwin Park Sporting Complex gelegen.